# Pudiyamputhur
Pudiyamputhur es una ciudad censal situada en el distrito de Thoothukudi en el estado de Tamil Nadu (India). Su población es de 8012 habitantes (2011). Se encuentra a 15 km de Thoothukudi y a 46 km de Tirunelveli.

## Demografía
Según el censo de 2011 la población de Pudiyamputhur  era de 8012 habitantes, de los cuales 4117 eran hombres y 3895 eran mujeres. Pudiyamputhur tiene una tasa media de alfabetización del 86,23%, superior a la media estatal del 80,09%: la alfabetización masculina es del 90,91%, y la alfabetización femenina del 81,34%.